# Sovrani della Cambogia
Il regno di Cambogia (ព្រះមហាក្សត្រកម្ពុជា) ebbe inizio nel IX secolo.
- VI secolo: Bhavavarman I
- VI secolo: Mahendravarman
- VI secolo: Isanavarman I
- VI secolo: Bhavavarman II
- VII secolo: Jayavarman I
- VIII secolo: regina Jayavedi
- Regno sconosciuto: Sambhuvarman
- Regno sconosciuto: Pushkaraksha
- VIII secolo: Sambhuvarman
- VIII secolo: Rajendravarman I
- Regno sconosciuto: Mahipativarman

## Impero Khmer di Angkor
- Jayavarman II (802 circa - 850 circa), fondatore del regno dopo il suo rientro da Giava e probabile discendente della famiglia Chen-la; la capitale è a Hariharalaya[1].
- Jayavarman III (850 circa - 877)
- Indravarman I (877 - 889)
- Yasovarman I (889 - 910), trasferisce la capitale a Yaśodarapura[2].
- Harṣavarman I (910 - 923)
- Isanavarman II (923 - 928)
- Jayavarman IV (928 - 941)
- Harṣavarman II (941 - 944)
- Rajendravarman II (944 - 968), entra in guerra contro il Regno di Champa[3].
- Jayavarman V (968 - 1001)
- Udayadityavarman I (1001 - 1002)
  - Jayaviravarman (1002 - 1011)
  - Suryavarman I (1002 - 1050), straniero, mette fine ad un lungo periodo di anarchia[4].
- Udayadityavarman II (1050 - 1066), muore o abdica[5].
- Harṣavarman III (1066 - 1080), dà avvio ad un periodo di pace[6].
- Jayavarman VI (1080 circa - 1107), si rende indipendente nelle province settentrionali[7].
- Dharanindravarman I (1107 - 1113)
- Suryavarman II (1113 - dopo il 1150), spodesta lo zio e intraprende varie guerre[8]; alla sua morte, segue un periodo di guerra civile[9].
- Tribhuvanāditya (1165 - 1177), usurpatore ucciso da Jaya Indravarman IV del Champa, che conquista l'Angkor[10].

Dal 1177 al 1181, l'invasione Champa ed il periodo di anarchia.
- Jayavarman VII (1181 - 1218), capeggia la rivolta contro il Champa[11], lo sconfigge e lo annette al proprio regno nel 1203[12].
- 1219-1243: Indravarman II
- 1243-1295: Jayavarman VIII
- 1295-1308: Indravarman III
- 1308-1327: Indrajayavarman
- 1327-1353: Jayavarman Paramesvara

Il trono fu vacante fra il 1353 ed il 1362.
- 1362-1369: Nippean Bat

Dal 1369 al 1375, la Cambogia fu dominata dal Siam. Dal 1369 al 1371 il trono fu vacante.
- 1371 - ?: Kalamegha
- XIV secolo: Kambujadhitaja
- XIV secolo: Dharmasokaraja

Nel XIV secolo la Cambogia venne assoggettata dal Siam fino al 1389.
- 1389-1404: Ponthea Yat
- 1404-1429: Narayana Ramadhipati
- 1429-1444: Sri Bodhya

Nel 1431 l'Impero Khmer viene sottomesso da Borommaracha II del Regno di Ayutthaya. Secondo fonti siamesi, il sovrano khmer morì durante l'assedio, mentre secondo fonti khmer riuscì a mettersi in salvo e spostò la capitale del regno a Basan, l'odierna Srey Santhor, situata sul Mekong a pochi chilometri dall'attuale Phnom Penh.

## Regno di Cambogia
- Sūryavarman (1441 - 1459), abdica.
- Narāyaṇa Rāma (1459 - ...)
- Srei Reachea (... - ...)
- Thommoreachea (... - 1504)
- Thomuro Reachea (... - ...)
- Damkhat Reachea (... - 1508)
- Kan (1508 - 1526), avventuriero che fa uccidere il predecessore e ne usurpa il trono[16].
- Ang Chan (1526 - 1566)
- Borom Reachea (1566 - 1576)
- Sotha I (1576 - 1594)

Il regno è conquistato da Naresuan, re di Ayutthaya.
- 1594-1596: Reamea Chung Prey
- 1596-1599: Barom Reachea II
- 1599-1600: Barom Reachea III
- 1600-1603: Chau Ponhea Nhom
- 1603-1618: Barom Reachea IV
- 1618-1622: Chettha II
- 1622-1628: Interregno: guerra civile
- 1628: Ponhea To
- 1628-1630: Outey
- 1630-1640: Ponhea Nu
- 1640-1642: Ang Non I, messo sul trono da Utei dopo l'eliminazione dei legittimi eredi di Chei Chetta e ucciso dal Principe Chan[18].
- 1642-1659: Chan
- 1659-1672: Barom Reachea V
- 1672-1673: Chettha III
- 1673-1674: Ang Chei
- 1674-1675: Ang Non
- 1675-1695: Chettha IV (primo regno)
- 1695-1699: Outey I
- 1699-1701: Ang Em (primo regno)
- 1701-1702: Chettha IV (secondo regno)
- 1702-1703: Thommo Reachea II (primo regno)
- 1703-1706: Chettha IV (terzo regno)
- 1706-1710: Thommo Reachea III (secondo regno)
- 1710-1722: Ang Em (secondo regno)
- 1722-1738: Satha II
- 1738-1747: Thommo Reachea II (terzi regno)
- 1747: Thommo Reachea III
- 1747-1749: Ang Tong (primo regno)
- 1749-1755: Chettha V
- 1755-1758: Ang Tong (secondo regno)
- 1758-1775: Outey II
- 1775-1779: Ang Non II
- 1779-1796: Ang Eng (con reggente siamese dal 1782 al 1794)

1796-1806: Interregno: Vietnam e Siam impediscono ad Ang Chan II di essere incoronato
- 1806-1837: Ang Chan II (con reggente filo-siamese Ang Snguon dal 1811 al 1813)
- 1837-1847: Regina Ang Mey
- 1841-1860: Ang Duong

## Cambogia odierna (1860–presente)

### Protettorato francese della Cambogia (1863–1953)
| Nome              | Ritratto | Casato   | Nascita          | Regno           | Regno          | Regno          | Morte          |
| Nome              | Ritratto | Casato   | Nascita          | Inizio          | Incoronazione  | Termine        | Morte          |
| ----------------- | -------- | -------- | ---------------- | --------------- | -------------- | -------------- | -------------- |
| Norodom           |          | Norodom  | Febbraio 1834    | 19 ottobre 1860 | 3 giugno 1864  | 24 aprile 1904 | 24 aprile 1904 |
| Sisowath          |          | Sisowath | 7 settembre 1840 | 27 aprile 1904  | 28 aprile 1906 | 9 agosto 1927  | 9 agosto 1927  |
| Sisowath Monivong |          | Sisowath | 27 dicembre 1875 | 9 agosto 1927   | 20 luglio 1928 | 24 aprile 1941 | 24 aprile 1941 |
| Norodom Sihanouk  |          | Norodom  | 31 ottobre 1922  | 24 aprile 1941  | 3 maggio 1941  | 2 marzo 1955   | 7 ottobre 2004 |

### Regno di Cambogia (1953-1970)
| Nome              | Ritratto | Casato  | Nascita      | Regno        | Regno         | Regno         | Morte         |
| Nome              | Ritratto | Casato  | Nascita      | Inizio       | Incoronazione | Termine       | Morte         |
| ----------------- | -------- | ------- | ------------ | ------------ | ------------- | ------------- | ------------- |
| Norodom Suramarit |          | Norodom | 6 marzo 1896 | 2 marzo 1955 | 5 marzo 1955  | 3 aprile 1960 | 3 aprile 1960 |

### Regno di Cambogia (1993–presente)
| Nome             | Ritratto | Casato  | Nascita         | Regno             | Regno             | Regno          | Morte          |
| Nome             | Ritratto | Casato  | Nascita         | Inizio            | Incoronazione     | Termine        | Morte          |
| ---------------- | -------- | ------- | --------------- | ----------------- | ----------------- | -------------- | -------------- |
| Norodom Sihanouk |          | Norodom | 31 ottobre 1922 | 24 settembre 1993 | 24 settembre 1993 | 7 ottobre 2004 | 7 ottobre 2004 |
| Norodom Sihamoni |          | Norodom | 14 maggio 1953  | 14 ottobre 2004   | 29 ottobre 2004   | in carica      | —              |